# Zool 2
Zool 2 — продолжение платформера Zool: Ninja of the Nth Dimension, разработана и издана Gremlin Graphics в 1993 году для платформ Amiga, Amiga CD32, DOS и Atari Jaguar.

## Сюжет
Межгалактический гремлин-ниндзя Зул возвращается, и в этот раз его враги — тот чьё имя Крул и его ассистент Ментал Блок, цель которых — задушить воображение мира, вызывая необузданную скуку. В бою Зулу помогает его компаньонка по имени Зуз (в красном костюме) и его верная собака Зун. Концовка содержала намек на возможное дальнейшее продолжение.

## Игровой процесс
Zool 2 очень похож на оригинальную игру, но с более мультяшной и детализированной графикой. Также добавлена возможность играть за женский аналог Zool`а, Zooz, которая вооружена энергетическим хлыстом. Игра за обоих персонажей одинакова, хотя есть некоторые тонкие различия в их способностях. Наиболее примечательно то, что Zool способен уничтожать части пейзажей, которые Zooz не может, и наоборот, что привело к немного отличающемуся маршруту через уровни. В сиквеле, как и в оригинале, есть несколько мини-игр, таких как версия Breakout, в которой используется двухголовая морфинг-собака Zool в качестве затвора.

## Выход
Амига оставалась ведущим форматом для второй игры Zool, но в отличие от первой она не была широко портирована на другие платформы, только Atari Jaguar и DOS. Первоначально планировалось, что игра будет связана с Amiga CD32 по просьбе Commodore, но когда Gremlin Graphics не смогла достичь крайнего срока, Zool 2 был в комплекте с Amiga 1200’s Computer Combat pack в 1994 году. PC-версия игры была также переиздана как часть компакт-диска компиляции Windows Best of Gremlin в 2000 году.

## Приём
| Иноязычные издания | Иноязычные издания |
| Издание            | Оценка             |
| ------------------ | ------------------ |
| EGM                | 6,6/10 (Jaguar)    |
| Amiga Computing    | 90 % (Amiga)       |
| Amiga Power        | 86 % (Amiga)       |
| CU Amiga           | 76 % (Amiga)       |
| Next Generation    | (Jaguar)           |

GamePro обозревая версию для Jaguar дал положительный отзыв, заявив, что разнообразные способности играбельных персонажей «подталкивают эту игру к вершинам рангов Jaguar hop-n-bop». GamePro также похвалила графику, заявив, что «Zool’s Nth Dimension — это блестящий, изобретательный мир, в котором есть магазин конфет и магазин игрушек с равными частями», и что версия Jaguar более резка и ярче, чем в предыдущих версиях игры. Next Generation сказало «это всё ещё базовой платформер, но один из лучших, которые мы видели за некоторое время». Как и GamePro, они высоко оценили качество графики и, кроме того, большое количество интересных бонусов и этапов. Майк Вейган из Electronic Gaming Monthly оценил его как «довольно хорошую версию персонажа ниндзя размера пинты», особенно отметив большие уровни, хотя он чувствовал, что графика иногда была «визуальным излишеством».